# Mainz-Weisenau (przystanek kolejowy)
Mainz-Weisenau – zlikwidowany przystanek kolejowy w Moguncji, w kraju związkowym Nadrenia-Palatynat, w Niemczech. Znajdował się tu 1 peron.
| Mainz-Weiseanu                                                |  |                                  |
| Linia Mainz Hauptbahnhof – Ludwigshafen Hauptbahnhof (3,8 km) |  |                                  |
| Mainz Römisches Theaterodległość: 2 km                        |  | Mainz-Weisenau odległość: 1,6 km |